# Dược liệu học

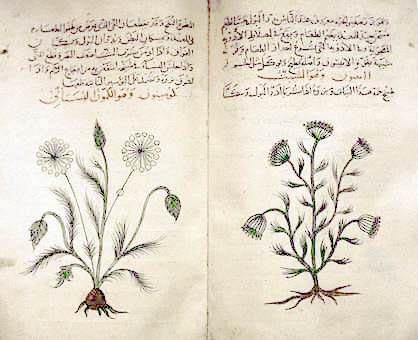
Hình ảnh quyển sách Materia Medica của Dioscorides, xuất bản năm 1334 ở Ả rập, mô tả hình ảnh của nhiều loài thực vật dùng làm thuốc.

Dược liệu học (tiếng Anh: Pharmacognosy) là bộ môn khoa học nghiên cứu các loại thuốc có nguồn gốc từ thực vật hoặc các nguồn tự nhiên khác. Theo Hiệp hội Dược phẩm Hoa Kỳ định nghĩa, Dược liệu học là bộ môn "nghiên cứu về tính chất vật lý, hóa học, sinh hóa và sinh học của thuốc, tìm ra các dược chất mới có nguồn gốc từ tự nhiên và ứng dụng trong điều trị."

## Lịch sử
Từ thời cổ, bác học người Ai Cập là Imhotep được tin rằng đã chiết xuất được thuốc từ thực vật. Từ "Dược liệu" (Pharmacognosy) được ghép từ hai từ tiếng Hy Lạp là từ φάρμακον pharmakon (nghĩa là thuốc), và γνῶσις gnosid (nghĩa là kiến thức). Thuật ngữ "Pharmacognosy" được sử dụng lần đầu tiên bởi các bác sĩ Schmidt người Áo vào năm 1811 và 1815 bởi Anotheus Seydler trong một tác phẩm có tựa đề Analecta Pharmacognostica.
Ban đầu (trong suốt thế kỷ 19 và đầu thế kỷ 20), Từ "Pharmacognosy" bao hàm ý nghĩa là khoa học về vật liệu làm thuốc (Warenkunde trong tiếng Đức) trong đó thuốc ở dạng thô, chưa được tinh chế. Thuốc ở dạng thô thường được phơi khô, có nguồn gốc từ thực vật, động vật, hay khoáng vật và dược dùng để làm thuốc. Việc nghiên cứu các hợp chất thiên nhiên này dưới tên pharmakognosie lần đầu tiên được phát triển ở khu vực nói tiếng Đức ở châu Âu, trong khi các ngôn ngữ khác thường được sử dụng các thuật ngữ cũ hơn là materia medica (dược liệu) lấy từ các tác phẩm của Galen và Dioscorides. Trong tiếng Đức, khái niệm drogenkunde ("khoa học về thuốc ở dạng thô") là một từ được sử dụng đồng nghĩa.
Vào đầu thế kỷ 20, môn khoa học này đã phát triển theo hướng thiên về thực vật, nó bắt đầu mô tả và định danh nhiều loại thuốc vừa ở dạng toàn cây, vừa ở dạng bột dược liệu. Vai trò của bộ môn này vẫn có tầm quan trọng cơ bản, đặc biệt cho mục đích nhận dạng và kiểm soát chất lượng của dược liệu, cũng như phát triển nhanh chóng và mở rộng trên nhiều đối tượng. Với nến khoa học của thế kỷ 21, đã mang đến sự phục hưng của Dược liệu học và cải thiện cách tiếp cận thực vật thông thường, nó được mở rộng lên đến cấp độ phân tử và chuyển hóa sinh học.
Nhiều nghiên cứu về Dược liệu học thường tập trung vào thực vật và các loại thuốc có nguồn gốc thực vật, nhiều loại sinh vật khác cũng được cân nhắc để sử dụng làm dược liệu, như các loại vi sinh vật (vi khuẩn, nấm, vv), và gần đây là nhiều sinh vật biển khác nhau.
Ngoài các định nghĩa nêu trên, Hiệp hội dược phẩm Hoa Kỳ cũng định nghĩa Dược liệu học là "khoa học nghiên cứu các phân tử hợp chất tự nhiên (thường là chất chuyển hóa thứ cấp) có thể dùng làm thuốc chữa bệnh, hoặc cải thiện chức năng khác."  Các định nghĩa khác được bao quát hơn, bao gồm nhiều lĩnh vực của sinh học, gồm cả thực vật học, thực vật học dân tộc, sinh học biển, vi sinh, thuốc thảo dược, hóa học, công nghệ sinh học, hóa thực vật, dược, bào chế, dược lâm sàng và thực hành dược khoa.
- Thực vật học dân tộc: các nghiên cứu về việc sử dụng cây cỏ theo truyền thống vì mục đích y tế;
- Dược lý học dân tộc: các nghiên cứu về tính chất dược lý của các chất dược liệu truyền thống;
- Nghiên cứu về Trị liệu bằng thảo dược: sử dụng thuốc từ các chất chiết xuất thực vật.
- Hóa thực vật: nghiên cứu về hóa chất có nguồn gốc từ thực vật (bao gồm cả việc định danh các ứng cử viên thuốc mới có nguồn gốc từ thực vật).
- Động vật dùng dược liệu: quá trình mà các loài động vật tự trị bệnh, bằng cách chọn và sử dụng thực vật, đất, và côn trùng để điều trị và ngăn ngừa bệnh tật.
- Dược liệu thủy sinh: nghiên cứu về hợp chất có nguồn gốc từ sinh vật biển.

Giới thực vật vẫn còn nhiều loài chứa các chất có giá trị chữa bệnh mà chưa được phát hiện. Một số lượng lớn các laòi thực vật liên tục được phát hiện là có giá trị dược lý.

## Nền tảng sinh học

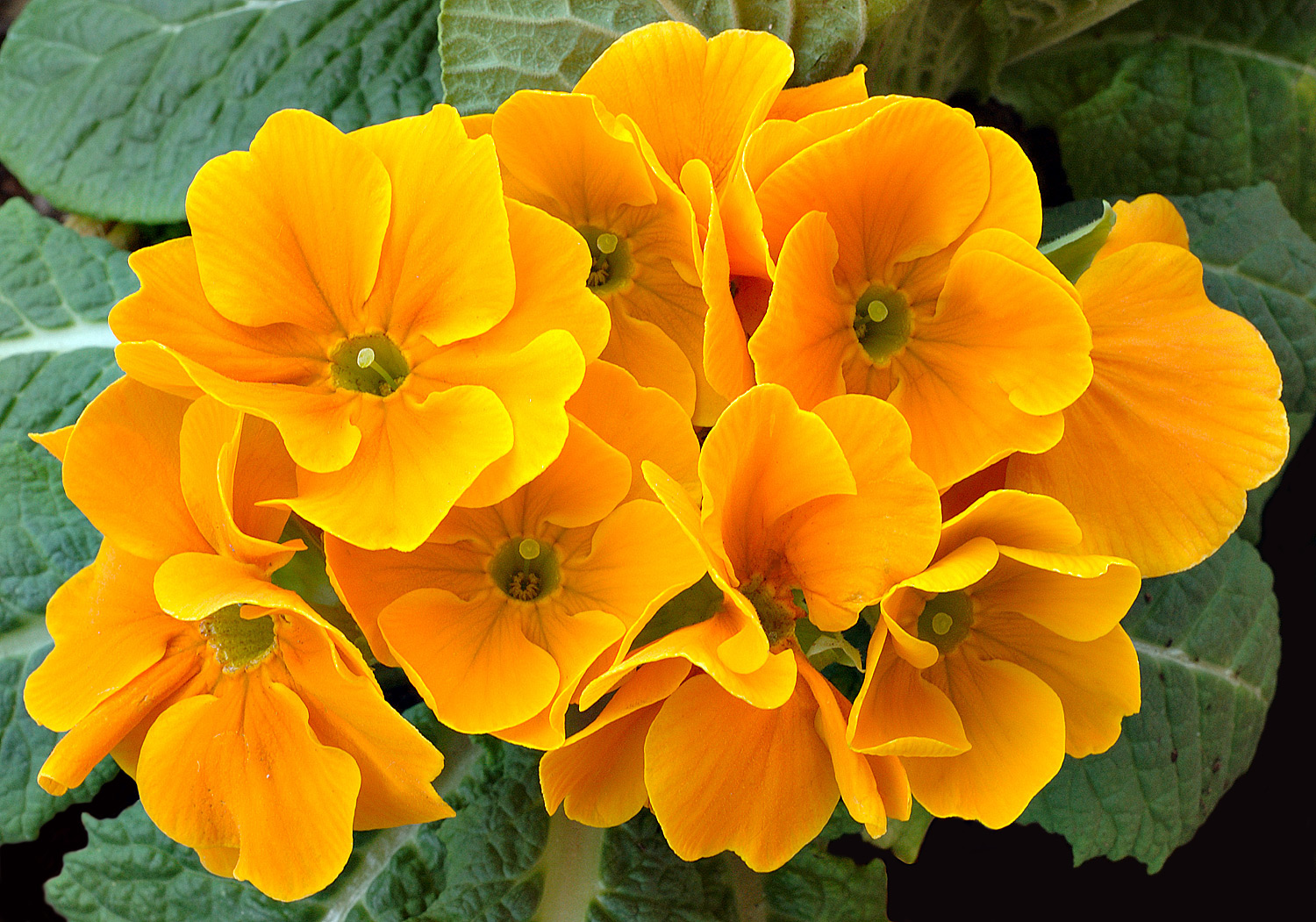
Carotenoid trong hoa anh thảo tạo ra màu đỏ, vàng và cam cho hoa. Người có chế độ ăn giàu carotenoids từ thực phẩm tự nhiên, như trái cây và rau quả, sẽ có sức khỏe tốt hơn và sẽ giảm nguy cơ các bệnh mạn tính.

Tất cả các loài thực vật đều sản xuất các hợp chất hóa học như là một phần bình thường trong hoạt động trao đổi chất. Hóa thực vật được chia thành (1) Chất chuyển hóa sơ cấp như đường và chất béo, được tìm thấy trong tất cả các thực vật; và (2) các chất chuyển hóa thứ cấp - được tìm thấy trong một phạm vi nhỏ của nhiều loài thực vật, phục vụ một chức năng cụ thể hơn. Ví dụ, một số chất trung gian hóa học là chất độc được sử dụng để ngăn chặn các loài ăn thịt và một số chất khác là pheromone sử dụng để thu hút côn trùng để thụ phấn. Đây là những chất chuyển hóa thứ cấp và các sắc tố có thể có tác dụng điều trị ở người và có khả năng được tinh chế để sản xuất thuốc, ví dụ được inulin từ rễ của dahlias, quinine từ vỏ dùng làm thuốc, THC và CBD từ hoa của cây gai dầu, morphine và codeine từ các thuốc phiện, và digoxin từ cây dương địa hoàng.
Cây tổng hợp ra nhiều hợp chất hóa thực vật là dẫn xuất của nhiều sản phẩm sinh hóa:
- Alkaloid là một lớp các hợp chất hóa học có chứa vòng nitơ. Alkaloid được sản xuất từ nhiều sinh vật, bao gồm vi khuẩn, nấm, thực vật và động vật, là một phần của nhóm các hợp chất tự nhiên (còn gọi là chất chuyển hóa thứ cấp). Nhiều alkaloids có thể được tinh chế từ dịch chiết dược liệu thô bằng phương pháp chiết xuất acid-base. Nhiều alkaloid độc đối với các sinh vật khác. Chúng thường có tác dụng dược lý và được sử dụng làm thuốc, thuốc gây ảo giác. Ví dụ như cocaine gây tê cục bộ và kích thích; các psilocin gây ảo giác; caffeine gây kích thích thần kinh; nicotine; morphine làm giảm đau; các berberine kháng khuẩn; vincristine chống ung thư; reserpin chống tăng huyết áp; galantamine trong điều trị Alzheimer; atropine chống co giật; vincamine làm thuốc giãn mạch; quinidine làm thuốc chống loạn nhịp; ephedrine điều trị chống hen suyễn; và quinine thuốc chống sốt rét. Alkaloids có tác dụng đa dạng trên hệ thống trao đổi chất ở người và các động vật khác, và hầu hết đều có vị đắng.
- Polyphenol (còn được gọi là phenolic) là những hợp chất có chứa nhân phenol. Các anthocyanin làm cho nho có màu tím, các isoflavone, các phytoestrogen từ đậu nành và tannin làm cho trà có vị chát, có bản chất đều là phenolics.
- Glycosides là những phân tử trong đó có một đường liên kết với một phần không phải là đường, thường là một phân tử hữu cơ. Glycosides có nhiều vai trò quan trọng trong sinh vật sống. Nhiều cây cỏ chứa các hợp chất dưới đạngđộng. Đây có thể được kích hoạt bằng cách thủy phân enzyme, gây ra phần đường để được vỡ ra, làm cho các chất hóa học có sẵn để sử dụng. Nhiều glycosides cây trồng đó được sử dụng như thuốc. Ở động vật và con người, chất độc thường được liên kết với các phân tử đường như là một phần của việc loại bỏ họ ra khỏi cơ thể. Một ví dụ là cyanoglycosides trong hố đào ra các chất độc khi bị cắn bởi một động vật ăn cỏ.
- Terpen là một lớp lớn và đa dạng của các hợp chất hữu cơ, sản xuất bởi nhiều loại cây, đặc biệt là cây lá kim, đó là mùi thường mạnh mẽ và do đó có thể có chức năng bảo vệ. Họ là những thành phần chính của nhựa, và nhựa thông được sản xuất từ nhựa. (Cái tên "terpene" có nguồn gốc từ chữ "nhựa thông"). Tecpen là các khối xây dựng tổng hợp sinh học lớn trong gần như mọi sinh vật sống. Steroids, ví dụ, là dẫn xuất của các squalene triterpene. Khi tecpen được biến đổi hóa học, chẳng hạn như bởi quá trình oxy hóa, sắp xếp lại bộ xương carbon, các hợp chất dẫn thường được gọi tắt là terpenoid. Tecpen và terpenoids là những thành phần chính của các loại dầu thiết yếu của nhiều loại cây và hoa. Tinh dầu được sử dụng rộng rãi như là chất phụ gia hương vị tự nhiên cho thực phẩm, nước hoa nước hoa, và trong các loại thuốc truyền thống và thay thế như dầu thơm. Biến thể tổng hợp và các dẫn xuất của tecpen thiên nhiên và terpenoids cũng có rất nhiều mở rộng sự đa dạng của các hương liệu được sử dụng trong nước hoa và hương vị được sử dụng trong các chất phụ gia thực phẩm. Vitamin A là một ví dụ về một terpene. Hương thơm của hoa hồng và hoa oải hương là do monoterpene. Các carotenoid tạo ra màu đỏ, vàng và cam của bí ngô, ngô và cà chua.

Một tập đoàn của các nhà nghiên cứu phân tử thực vật tại Đại học bang Washington, các Trung tâm Donald Danforth Plant Science, các Trung tâm Quốc gia về Tài nguyên Genome, và Đại học Illinois tại Chicago đã bắt đầu một nghiên cứu của NIH tài trợ của hơn ba mươi loài cây thuốc vào cuối năm 2009. Các công việc ban đầu, để phát triển một tham chiếu chuỗi cho transcriptome của nhau, đã dẫn đến sự phát triển của các thuốc transcriptomics Nhà máy cơ sở dữ liệu.